# Graveyard (álbum)
Graveyard es el álbum de estudio debut de la banda sueca de hard rock Graveyard. Fue lanzado el 10 de septiembre de 2007 por el sello sueco Transubstans Records y el 19 de febrero de 2008 en el sello estadounidense TeePee Records. El álbum recibió buenas reseñas y reconocimiento de la crítica.

## Listado de pistas
1. "Evil Ways" – 3:28
2. "Thin Line" – 5:24
3. "Lost in Confusion" – 3:23
4. "Don't Take Us for Fools" – 4:02
5. "Blue Soul" – 6:17
6. "Submarine Blues" – 2:25
7. "As the Years Pass By, the Hours Bend" – 4:41
8. "Right Is Wrong" – 4:27
9. "Satan's Finest" – 5:31